# Critèrium Internacional de Sétif
El Critèrium Internacional de Sétif és una competició ciclista d'un dia que es disputa als voltants de Sétif (Algèria). La primera edició data del 2014 ja formant part de l'UCI Àfrica Tour, amb una categoria 1.2.

## Palmarès
| Any  | Vencedor           | Segon                 | Tercer               |
| ---- | ------------------ | --------------------- | -------------------- |
| 2014 | Mouhssine Lahsaini | Mekseb Debesay        | Salah Eddine Mraouni |
| 2015 | Mekseb Debesay     | Abdelbasset Hannachi  | Fayçal Hamza         |
| 2016 | Adil Barbari       | Abdelkader Belmokhtar | Abdelbasset Hannachi |